# Алондра
„Алондра“ (на испански: Alondra) е мексиканска теленовела от 1995 г., режисирана от Моника Мигел и Мигел Корсега, и продуцирана от Карла Естрада за Телевиса. Сюжетът е базиран на произведението Casandra на писателката Йоланда Варгас Дулче за комикс списанието Lágrimas, risas y amor. Историята разказва за приключенията на момиче от добро семейство, което е извън стандартите и социалните класи. По лични причини Йоланда Варгас Дулче променя заглавието „Касандра“ на „Алондра“ в чест на внучката си Алондра де ла Пара, както и по предложение на продуцентката Карла Естрада, за да бъде заглавието по-популярно.
С Алондра се отбелязва завръщането в теленовелите на първата актриса Беатрис Шеридан, изпълняваща главната отрицателна роля, а в главните положителни роли са Ана Колчеро, Гонсало Вега и Ернесто Лагуардия. Участват също Вероника Мерчант, Фернандо Колунга, Хуан Мануел Бернал, Ернесто Годой, Жоел Нуниес и Моника Санчес. Специално участие вземат първите актьори Ерик дел Кастийо, Хорхе Мартинес де Ойос, Беатрис Агире, Ектор Гомес, Ампаро Аросамена, Бланка Торес, Кета Караско, Дина де Марко, Гилермо Мурай, Серхио Клайнер, Марга Лопес, Емое де ла Пара и Кета Лават.
Това е първата теленовела (следвана от Истинска любов, Пробуждане и Изпепеляваща страст), продуцирана от Карла Естрада, която отвежда зрителите в определена историческа епоха. Действието в Алондра се развива през 19 век в Мексико.
Особеност на тази теленовела е, че отрицателните персонажи не обхващат цялата сюжетна рамка, а само определени моменти, защото главният отрицателен герой е Съдбата.

## Сюжет
Историята започва с образа на дневник, който се чете от възрастната Алондра, която казва, че е родена в град Сан Мигел, щат Гуанахуато.
В следващата сцена зрителят се запознава с Балдомеро Диас и Вероника Реал дел Диас, родителите на Алондра. Вероника умира и иска да види за последен път дъщеря си. В тази сцена Алондра разказва, че тогава е била едва 5-годишно дете, и че загубата е бележила живота ѝ. Важен момент е, защото оттогава, започва да я крепи бащината ѝ любов.
Впоследствие, имайки се предвид необходимостта от помощ, която изпитва Балмодеро, пристига сестра му Лорета Диас вдовица де Ескобар, веднага зрителите виждат сцена във вагон, в който Лорета пътува с двете си деца – Ригоберто и Мария Елиса, което показва, че последната е на годините на Алондра. След като пристигат при Алондра и баща ѝ, Лорето започва показно да милва племенницата си, обаче, в този момент лелята прави язвителен коментар относно името на Алондра, че не е християнско.
След това, има сцени със семеен мир и уют – Алондра и Мария Елиса се забавляват, но това спокойствие трае само няколко месеца. Лорета прекъсва игрите на децата и непрекъснато се кара на Алондра, като я обвинява за всички беди, които са сполетели семейството. Постепенно, в душата на Лорето започват да нарастват омраза и непоносимост към племенницата ѝ.
Не след дълго Лорета изпраща Алондра и Мария Елиса в религиозно девическо училище-интернат, но през първата нощ Алондра бяга от там и се връща у дома, където бедите ѝ продължават.

## Актьори
Част от актьорския състав:
- Ана Колчеро – Алондра Диас Реал де Тамес
- Ернесто Лагуардия – Карлос Тамес
- Беатрис Шеридан – Лорета Диас вдовица де Ескобар
- Гонсало Вега – Бруно Лебланк
- Ерик дел Кастийо – Балдомеро Диас
- Марга Лопес – Летисия Дел Боске
- Вероника Мерчант – Мария Елиса Ескобар Диас
- Хуан Мануел Бернел – Ригоберто Ескобар Диас
- Фернандо Колунга – Раул Гутиерес
- Беатрис Агире – Росита
- Кати Барбери – Ребека Монтес де Ока
- Дина де Марко – Трини Гомес
- Кета Лават – Консепсион Уртадо
- Емое де ла Пара – Кристина Лебланк
- Моника Санчес – Енрикета
- Бертин Осборн – Андрес
- Тина Ромеро – Сесилия
- Анаи – Маргарита Лебланк
- Диана Брачо – Алондра (глас)
- Юлиана Пениче Алондра (дете)
- Жаклин Андере – Вероника Реал де Диас
- Мигел Корсега
- Тео Тапия – Ортигоса
- Дулсе Мария – английското момиче

## Премиера
Премиерата на Алондра е на 23 януари 1995 г. по Canal de las Estrellas. Последният 157. епизод е излъчен на 1 септември 1995 г.

## Награди и номинации
Награди TVyNovelas 1996
| Категория                           | Номинация                 | Резултат   |
| ----------------------------------- | ------------------------- | ---------- |
| Най-добър актьор в главна роля      | Ернесто Лагуардия         | Номиниран  |
| Най-добър актьор в главна роля      | Гонсало Вега              | Номиниран  |
| Най-добър пръв актьор               | Ерик дел Кастийо          | Номиниран  |
| Най-добра актриса в поддържаща роля | Вероника Мерчант          | Печели     |
| Най-добра млада актриса             | Анаи                      | Номинирана |
| Най-добра история или адаптация     | Йоланда Варгас Дулче      | Печели     |
| Най-добри костюми                   | Силвия Теран Лорена Перес | Печели     |

Нагарди ACE Ню Йорк 1996
| Категория            | Номиниран                  | Резултат |
| -------------------- | -------------------------- | -------- |
| Най-добра теленовела | Карла Естрада              | Печели   |
| Най-добър актьор     | Гонсало Вега               | Печели   |
| Най-добър режисьор   | Моника Мигел Мигел Корсега | Печелят  |